# Насутион, Абдул Харис
Абду́л Хари́с Насутио́н (индон. Abdul Haris Nasution; 3 декабря 1918 — 6 сентября 2000) — индонезийский военный деятель, генерал. Национальный герой Индонезии. Дважды возглавлял Национальную армию Индонезии — как председатель Объединённого комитета начальников штабов (1955—1959) и как начальник штаба (1962—1965); также был начальником штаба Сухопутных войск (1949—1952 и 1955—1962). Министр обороны Индонезии (1959—1965). Председатель Временного Народного консультативного конгресса (1965—1972).

## Ранние годы жизни
Абдул Харис Насутион родился 3 декабря 1918 года в деревне Хутапунгкут (индон. Hutapungkut), провинция Северная Суматра, в семье батаков-мусульман. Принадлежал к известной батакской марге (клану) Насутион.В семье Абдул Харис был вторым ребёнком в семье и старшим среди сыновей. Его отец, Субанди, торговец текстилем, каучуком и кофе, состоял в мусульманской общественной организации Сарекат Ислам. 
Для получения образования Насутион был отправлен в Джокьякарту, где в 1932 году окончил так называемую «нидерландскую среднюю школу для коренного населения», а в 1935 году — педагогическое училище. Затем он переехал в столицу Нидерландской Ост-Индии Батавию, где в 1938 году окончил «нидерландскую высшую школу для коренного населения». В этот период своей жизни Насутион активно занимался самообразованием: большое влияние на становление будущего генерала оказали книги по истории Нидерландской и Великой Французской революций, а также биография пророка Мухаммеда.
В 1938 году Насутион вернулся на Суматру, поступив на работу школьным учителем в городе Бенкулу. В это время он начал интересоваться политикой; неоднократно встречался с одним из лидеров национально-освободительного движения и будущим президентом страны Сукарно, отбывавшим в это время в Бенкулу ссылку. В 1939 году Насутиона перевели на работу в школу города Танджунгпирая, под Палембангом.

## Служба в нидерландских колониальных войсках
В 1940 году Насутион поступил в военную академию города Бандунга, готовившую сержантский и офицерский состав для Королевской нидерландской ост-индской армии. В связи с оккупацией Нидерландов Третьим Рейхом и необходимостью защиты колонии от возможной японской агрессии, подготовка курсантов велась по ускоренной программе. В течение нескольких месяцев Насутиону были последовательно присвоены звания капрала, сержанта и унтер-офицера. Занятия в военной академии прервались в 1942 году, после начала вторжения в Нидерландскую Ост-Индию японских войск. Насутион участвовал в обороне от японцев Сурабаи, а после окончательной оккупации страны японцами некоторое время скрывался, опасаясь, что за службу в голландской армии его могут репрессировать. Позже он пошёл на сотрудничество с оккупационной администрацией, приняв участие в мобилизации и подготовке формировавшегося японцами местного ополчения ПЕТА (индон. PETA, Pembela Tanah Air — «Защитники родины»), сам при этом не вступая в эту организацию.

## Война за независимость Индонезии

### Командующий дивизией Силиванги
17 августа 1945 года была провозглашена независимость Индонезии. Тогда же началось создание индонезийской армии, после нескольких переименований получившей название Национальной армии Индонезии (НАИ; индон. Tentara Nasional Indonesia, TNI). Насутион вступил в ряды НАИ и в марте 1946 года стал командиром дивизии Силиванги, которая на тот момент была расквартирована на Западной Яве. В это время он разработал теоретические основы ведения сухопутной войны, впоследствии ставшие основой индонезийской военной доктрины.
В январе 1948 года между Нидерландами и Индонезией было подписано Ренвилльское соглашение, по которому часть Явы оставалась в составе Индонезии, а часть переходила под голландский контроль. По этому соглашению индонезийские войска оставили Западную Яву; Насутион руководил выводом войск дивизии Силиванги в центральные районы острова Ява.

### Заместитель главнокомандующего
В 1948 году полковник Насутион был назначен заместителем главнокомандующего Национальной армией Индонезии генерала Судирмана. В апреле того же года, когда по приказу Судирмана была произведена реорганизация армии, он оказал главнокомандующему существенную помощь в её проведении. В мае на совещании командования НАИ было принято его предложение об организации партизанской войны против голландских войск.
В сентябре 1948 года Насутион руководил подавлением Мадиунского восстания, организованного индонезийскими коммунистами под руководством Мановара Муссо и Амира Шарифуддина в городе Мадиун. На совещании командования НАИ в Джокьякарте главнокомандующий Судирман уполномочил подполковника Сухарто вести переговоры с лидером восставших Муссо, выразив надежду, что конфликт удастся решить мирным путём. Сухарто удалось договориться с повстанцами о мирном урегулировании конфликта, однако Насутион, во время болезни Судирмана принявший на себя обязанности главнокомандующего, настоял на подавлении восстания силой. 30 сентября Мадиун был взят силами дивизии Силиванги; было взято в плен 36 000 мятежников, включая Муссо, который был застрелен 31 октября при попытке бегства.
19 декабря 1948 года нидерландские войска начали успешное наступление на временную столицу Индонезии Джокьякарту, вскоре заняв город. После этого индонезийские войска отступили вглубь страны, перейдя к тактике партизанской войны. На случай возможного пленения президента Сукарно было создано Чрезвычайное правительство Республики Индонезии во главе с Шафруддином Правиранегарой, в котором Насутион, ставший генералом, получил пост командующего военным округом Явы. После признания Нидерландами независимости Индонезии и окончания войны за независимость Насутион вновь стал заместителем главнокомандующего.

## На посту начальника штаба Сухопутных войск

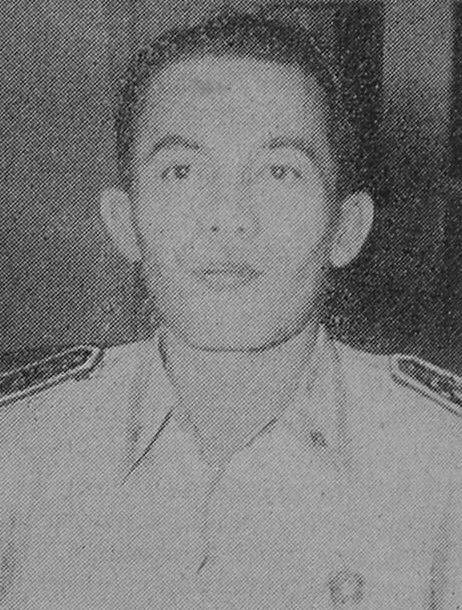
Насутион в 1951 году

В 1949 году Насутион был назначен начальником штаба Сухопутных войск. После смерти Судирмана в 1950 году Сукарно упразднил пост главнокомандующего, сделав главой армии начальника Генерального штаба Тахи Бонара Симатупанга; таким образом, выросло значение должности Насутиона, ставшего вторым человеком в армии.
В 1952 году по инициативе Насутиона и Симатупанга, а также при поддержке премьер-министра Вилопо и министра обороны Хаменгкубувоно IX, началась реорганизация армии, которая должна была привести к уменьшению её численности и переходу на профессиональную основу. Реорганизация прошла в целом успешно, однако во время её проведения обозначились серьёзные противоречия между военнослужащими бывшей Королевской голландской ост-индской армии (в которой служили, в том числе, Насутион и Симатупанг) и бывшими бойцами ПЕТА. Последние, во главе с Бамбангом Супено (индон. Bambang Supeno), попытались помешать проведению реформы, направленной, по их мнению, на их дискриминацию. Супено удалось заручиться поддержкой части депутатов Совета народных представителей (СНП), однако их попытка воспрепятствовать реформе не увенчалась успехом; Насутион объявил эту попытку вмешательством гражданских властей в дела армии. 17 октября 1952 года по приказу Насутиона и Симатупанга части Вооружённых сил Индонезии, при поддержке протестующих из числа гражданских, окружили президентский дворец. Сукарно было предъявлено требование распустить СНП и назначить новые выборы, однако президент сумел убедить мятежников сложить оружие. Это событие получило в индонезийской историографии название «Инцидент 17 октября 1952 года»(индон. Peristiwa 17 Oktober 1952). Насутион и Симатупанг были допрошены главным военным прокурором Индонезии Супрапто и в декабре 1952 года освобождены от обязанностей начальника штаба Сухопутных войск и начальника Генштаба соответственно.

## «Основы партизанской войны»
После отставки Насутион написал книгу «Основы партизанской войны» (англ. Fundamentals of Guerrilla Warfare), впервые вышедшую в 1953 году. В её основе был собственный опыт Насутиона по организации партизанского движения во время Войны за независимость. Эта книга стала одной из самых читаемых работ по партизанской войне, наряду с трудами Мао Цзэдуна и Че Гевары.

## Вновь на посту начальника штаба Сухопутных войск
27 октября 1955 года Насутион был вновь назначен на должность начальника штаба Сухопутных войск Индонезии. После своего вступления в должность он инициировал очередную военную реформу. В Вооружённых силах была введена система «Tour of duty», которая заключалась в том, что офицеры должны были постоянно перемещаться по стране, чтобы контролировать войска в разных её частях. Было централизовано военное обучение — введены единые правила обучения солдат и командного состава армии.
В 1957 году Сукарно предложил концепцию направляемой демократии, предусматривавшую значительное расширение президентских полномочий. Заручившись поддержкой армейской верхушки, в том числе и генерала Насутиона, он отправил 14 октября 1957 года в отставку кабинет Али Састроамиджойо и объявил в Индонезии чрезвычайное положение. В этих условиях значительно возросли влияние армии, оказавшей помощь президенту, и личное влияние её главнокомандующего.
В 1958 году, во время выступления в Магеланге, Насутион предложил значительно расширить полномочия армии, предоставив ей право активно участвовать в политической и экономической жизни страны. В то же время он высказался против установления в Индонезии военной диктатуры. Впоследствии предложение Насутиона было реализовано в виде доктрины «двойственной функции» Вооружённых сил Индонезии, принятой при президенте Сухарто.
В конце 1956 года командование Вооружённых сил на Суматре потребовало от центрального правительства Индонезии предоставления Суматре автономии. В начале 1957 года, после отказа в предоставлении автономии, на Суматре началось восстание. Восставшие ставили своей целью уже не автономию Суматры, а смену центральной власти: 15 февраля 1958 года лидер восставших, полковник Ахмад Хуссейн (индон. Ahmad Hussein) провозгласил создание Революционного правительства Республики Индонезии. Армейское командование направило на Суматру войска для подавления восстания. 17 августа 1958 года Насутион как высшее должностное лицо НАИ отдал приказ о переходе всех воинских частей на Суматре под его непосредственное командование и о подавлении восстания. Непосредственное руководство операцией по разгрому мятежников, известной как «Операция 17 августа», осуществлял второй заместитель Насутиона, полковник Ахмад Яни.

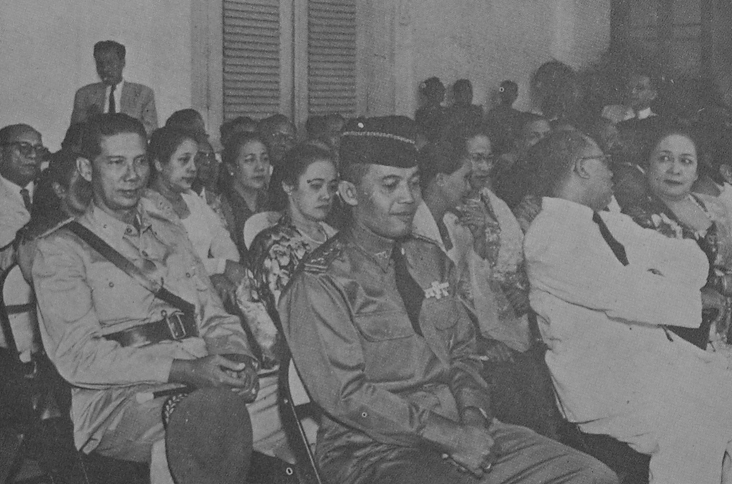
Насутион (на переднем плане), в числе высших руководителей Вооружённых сил, слушает президента Сукарно, объявляющего о восстановлении Конституции 1945 года. 5 июля 1959 года

5 июля 1959 года президент Сукарно издал указ о восстановлении действия Конституции 1945 года, наделявшей президента широкими полномочиями. В новом правительстве, возглавленном президентом, Насутион стал министром обороны и безопасности.

## На посту министра обороны

### Дело о коррупции в армии

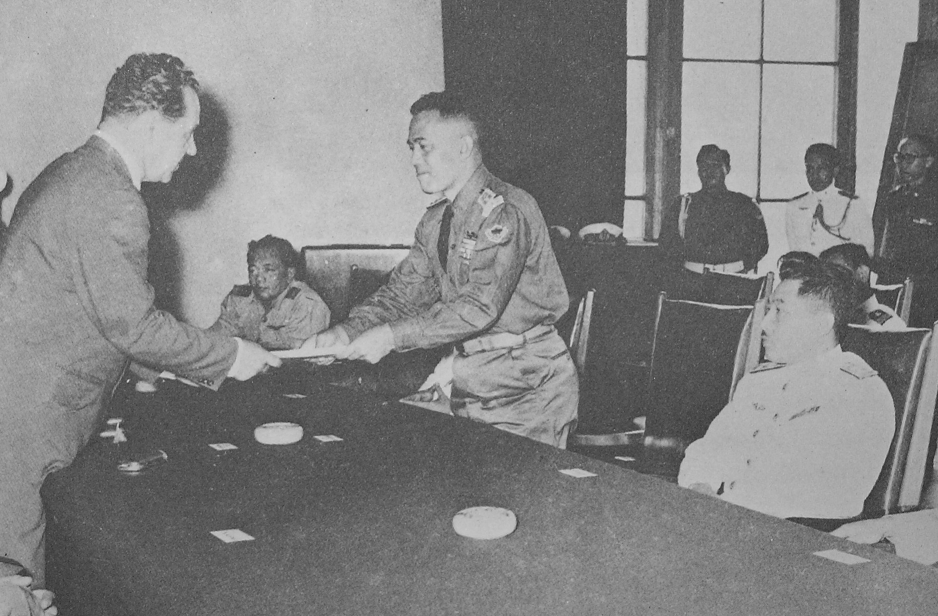
Насутион в качестве министра обороны Индонезии подписывает соглашение о поставках оружия из СССР. 1961 год

Вскоре после назначения на министерский пост Насутион поручил бригадному генералу Сунконо (индон. Sungkono) провести расследование по фактам коррупции, установленным среди офицеров командования 4-м военным округом «Дипонегоро» (индон. Komando Daerah Militer IV/Diponegoro), который в то время возглавлял полковник Сухарто. Расследование показало, что Сухарто, находясь на своём посту, активно занимался предпринимательской деятельностью — в частности, собирал в свою пользу деньги с местных жителей, которые шли на обеспечение его войск, обменивал сахар, производимый на подконтрольной ему территории, на таиландский рис. Также были отмечены широкие связи Сухарто с торговцами китайского происхождения, которые оказывали ему значительную финансовую поддержку. После завершения расследования Насутион принял решение отправить Сухарто в отставку, однако за последнего вступился заместитель главнокомандующего Гатот Суброто. В итоге Сухарто был уволен с поста командующего 4-м военным округом и направлен в колледж Генерального штаба.

### Освобождение Западного Ириана

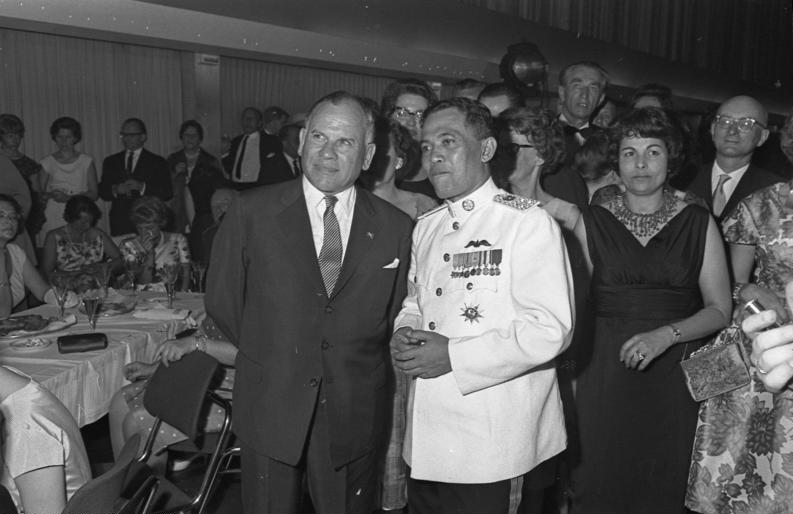
Насутион (справа) и председатель Бундестага Ойген Герстенмайер. Бонн, 1962 год

Западная часть острова Новая Гвинея, известная как Западный Ириан, с 1920 года и до Второй мировой войны входила в состав Голландской Ост-Индии. В середине 1940-х годов, в ходе Войны за независимость Индонезии, Нидерланды вернули себе контроль над этой территорией. Индонезийское правительство неоднократно требовало от Нидерландов возвращения Западного Ириана, который считался незаконно отторгнутой частью Республики Индонезии. В 1960 году Сукарно принял решение о силовом разрешении западноирианской проблемы. Разработкой десантной операции по освобождению Западного Ириана, получившей название операция "Трикора", занимался Генеральный штаб, возглавляемый Насутионом. В 1962 году под общим руководством Насутиона были проведены несколько небольших десантов на побережье Западной Новой Гвинеи. Полномасштабные военные действия не были начаты в связи с тем, что Нидерланды добровольно согласились передать Западный Ириан Индонезии — в 1963 году он вошёл в её состав.

### Конфликт с Ахмадом Яни
В июле 1962 года по инициативе президента Сукарно была проведена реформа Вооружённых сил, в результате которой была воссоздана должность начальника штаба армии, на которую назначили Насутиона, и сокращены полномочия министра обороны. При этом начальники штабов родов войск стали подчиняться непосредственно президенту, минуя Насутиона, что привело к значительному уменьшению его влияния. Большим влиянием в армии стал пользоваться генерал Ахмад Яни — бывший заместитель Насутиона, сменивший его на посту начальника штаба сухопутных войск.
Вскоре отношения между Насутионом и Яни испортились. Оба генерала были убеждёнными антикоммунистами, их беспокоил значительный рост влияния Коммунистической партии Индонезии (КПИ), пользовавшейся поддержкой президента. Однако Яни был убеждённым сторонником Сукарно, Насутион же позволял себе критику президента, который, по его мнению, оказывал слишком большую поддержку КПИ. 28 октября 1959 года Насутион основал антикоммунистическое молодёжное движение Юность Панча Сила. К тому же, после своего назначения на пост начштаба сухопутных войск Яни уволил многих офицеров, пользовавшихся покровительством Насутиона либо состоявших с ним в дружеских отношениях, что также способствовало эскалации конфликта.

### Документ Гилкриста
В 1965 году в Каире министром иностранных дел Индонезии Субандрио, который находился в египетской столице с визитом, было обнародовано письмо, якобы отправленное послом Великобритании в Индонезии Эндрю Гилкристом в британское министерство иностранных дел. В письме говорилось о том, что Великобритания и США оказывают поддержку заговорщикам из индонезийского генералитета, готовящим свержение Сукарно, а также планируют совместную военную интервенцию в Индонезию. Это письмо получило в индонезийской историографии название «Документ Гилкриста» (индон. Dokumen Gilchrist). После опубликования этого документа руководство КПИ заявило, что переворот готовит так называемый «Совет генералов», в который, наряду с другими представителями генералитета, входят Насутион и Яни.

## Движение 30 сентября

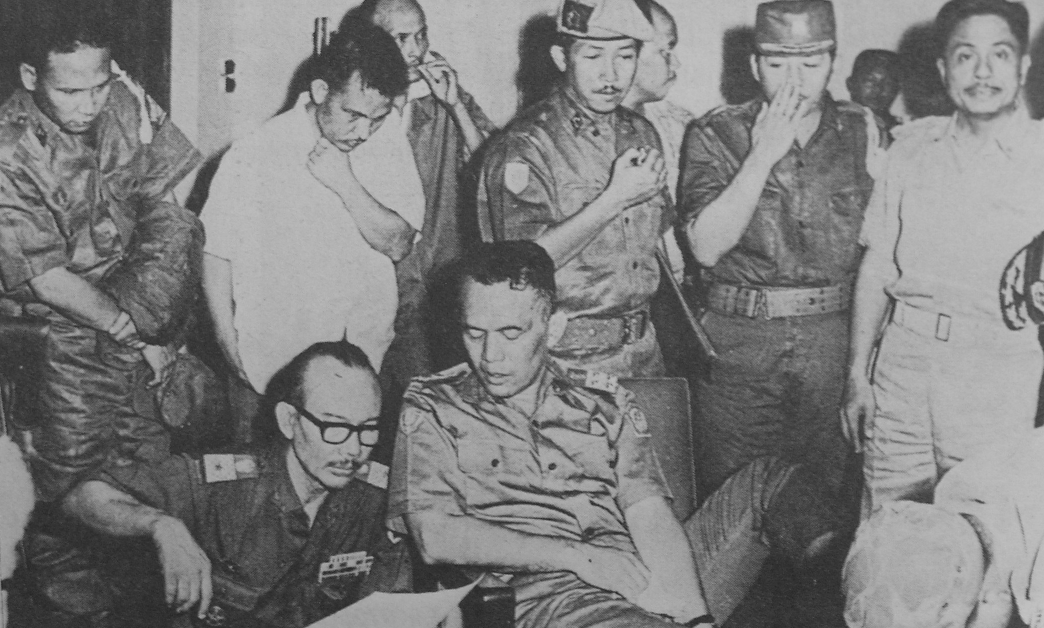
Насутион (в центре) обсуждает текущую ситуацию с генералом Ибну Суброто (слева, на переднем плане). Во время разговора Насутиону оказывается первая медицинская помощь. Джакарта, штаб-квартира КОСТРАД, 1 октября 1965 года

В ночь с 30 сентября на 1 октября 1965 года левая военная группировка Движение 30 сентября, состоявшая в основном из младших офицеров, предприняла попытку государственного переворота. По приказу лидеров Движения было организовано похищение семи генералов, занимавших высшие посты в руководстве сухопутных войск, в том числе и Насутиона. В 4 часа утра 1 октября отряд под командованием лейтенанта Арифа (индон. Arief) на четырёх грузовиках и двух бронемашинах подъехал к дому Насутиона в Джакарте, на улице Джалан Телуку Умар, 40 (индон. Jalan Teuku Umar, 40). Охранник, дежуривший у входа в дом, не стал поднимать тревогу и вызывать начальника охраны, сержанта Искака (индон. Iskaq), который вместе с шестью солдатами находился в караульном помещении; по приказу Арифа, мятежники нейтрализовали охранников..
Около пятнадцати солдат ворвались в дом. В это время Насутион и его жена не спали; услышав шум, госпожа Насутион открыла дверь спальни и, увидев на пороге вооружённых солдат, позвала мужа. Насутион подошёл к двери, и в этот момент один из солдат выстрелил в него. Генерал и его жена попытались сбежать из дома через запасной вход, однако мятежники выломали двери и открыли стрельбу в спальне. Насутион выбежал в сад, где перебрался через забор и скрылся в расположенном по соседству посольстве Ирака. В это же время в небольшом коттедже, стоящем неподалёку от дома генерала, спали адъютант Насутиона, первый лейтенант Пьер Тендеан и помощник комиссара местной полиции Хамдан Масджур (индон. Hamdan Mansjur). Мятежники, по ошибке приняв Тендеана за Насутиона, убили его.
Стрельба разбудила мать Насутиона и его сестру Мардиа (индон. Mardiah); взяв с собой пятилетнюю младшую дочь генерала Ирму, Мардиа попыталась укрыться с ней в безопасном месте, но была замечена мятежниками. Один из солдат открыл огонь, в результате чего Мардиа была ранена в руку, три пули попали Ирме в позвоночник; от полученных ранений она скончалась в больнице через несколько дней. Тринадцатилетняя старшая дочь Насутиона Джанти (индон. Janti) и её кормилица Алфиа (индон. Alfiah) смогли убежать из дома и спрятаться под кроватью в коттедже.
До 6 утра Насутион скрывался в саду иракского посольства; убегая от мятежников, он сломал себе лодыжку. Затем он вернулся домой и попросил водителя отвезти его в Министерство обороны; прибыв в министерство, он поставил в известность Сухарто о том, что жив. Узнав, что в его отсутствие Сухарто взял на себя командование армией, Насутион приказал ему выяснить, где находится президент, связаться с командующим флотом Раденом Эдди Мартадинатой, командиром корпуса морской пехоты Хартоно Рексо Дарсоно и начальником полиции Сучипто Джудодихарджо (индон. Sucipto Judodiharjo), а также перекрыть все дороги, ведущие в Джакарту.
Примерно в 14 часов 1 октября лидер «Движения 30 сентября» Унтунг Шамсури объявил по радио об отстранении от власти президента Сукарно и переходе власти к так называемому Революционному Совету. Насутион отдал приказ о начале операции по разгрому мятежников и освобождению президента, находившегося на контролируемой мятежниками авиабазе Халим, возложив проведение операции на генерала Сухарто. Вскоре с базы Халим пришло сообщение от Сукарно, который объявил о назначении начальником штаба армии генерала Праното Ректосамудро (англ. Pranoto Reksosamudro), которому было приказано немедленно явиться к президенту. Однако Сухарто не позволил Праното вступить в должность.
Около 6 вечера Насутион прибыл в штаб-квартиру KOSTRAD, где ему была оказана первая медицинская помощь. Вскоре состоялось совещание, на котором Сухарто и Насутион убедили Праното отказаться от вступления в должность главнокомандующего. В течение дня 1 октября правительственные войска полностью освободили Джакарту от мятежников. В 6 часов утра 2 октября был взят последний оплот «Движения 30 сентября» — авиабаза Халим.

## Роль Насутиона в возвышении Сухарто
После поражения «Движения 30 сентября» Насутион, положительно оценивший роль Сухарто в подавлении мятежа, настойчиво предлагал президенту возложить на него верховное командование армией. Первоначально Сукарно отказывался это сделать, так как его устраивал в качестве главнокомандующего Праното, однако позже всё же уступил. 5 октября 1965 года Сухарто возглавил командование «Копкамтиб» (индон. Kopkamtib, от индон. Komando Operasi Pemulihan Keamanan dan Ketertiban — Оперативное командование по восстановлению безопасности и порядка), а 14 октября сменил Праното на посту главнокомандующего.
В декабре 1965 года Насутион рассматривался в качестве одного из кандидатов на пост вице-президента, вакантный с 1956 года, когда его покинул первый вице-президент Индонезии Мохаммад Хатта, однако предложение занять этот пост было им отклонено. После этого Насутион был снят с постов министра обороны и начальника штаба Вооружённых сил: 24 февраля 1966 года Сукарно сформировал новый кабинет, в состав которого Насутиона не включили.

## На посту председателя Временного Народного консультативного конгресса

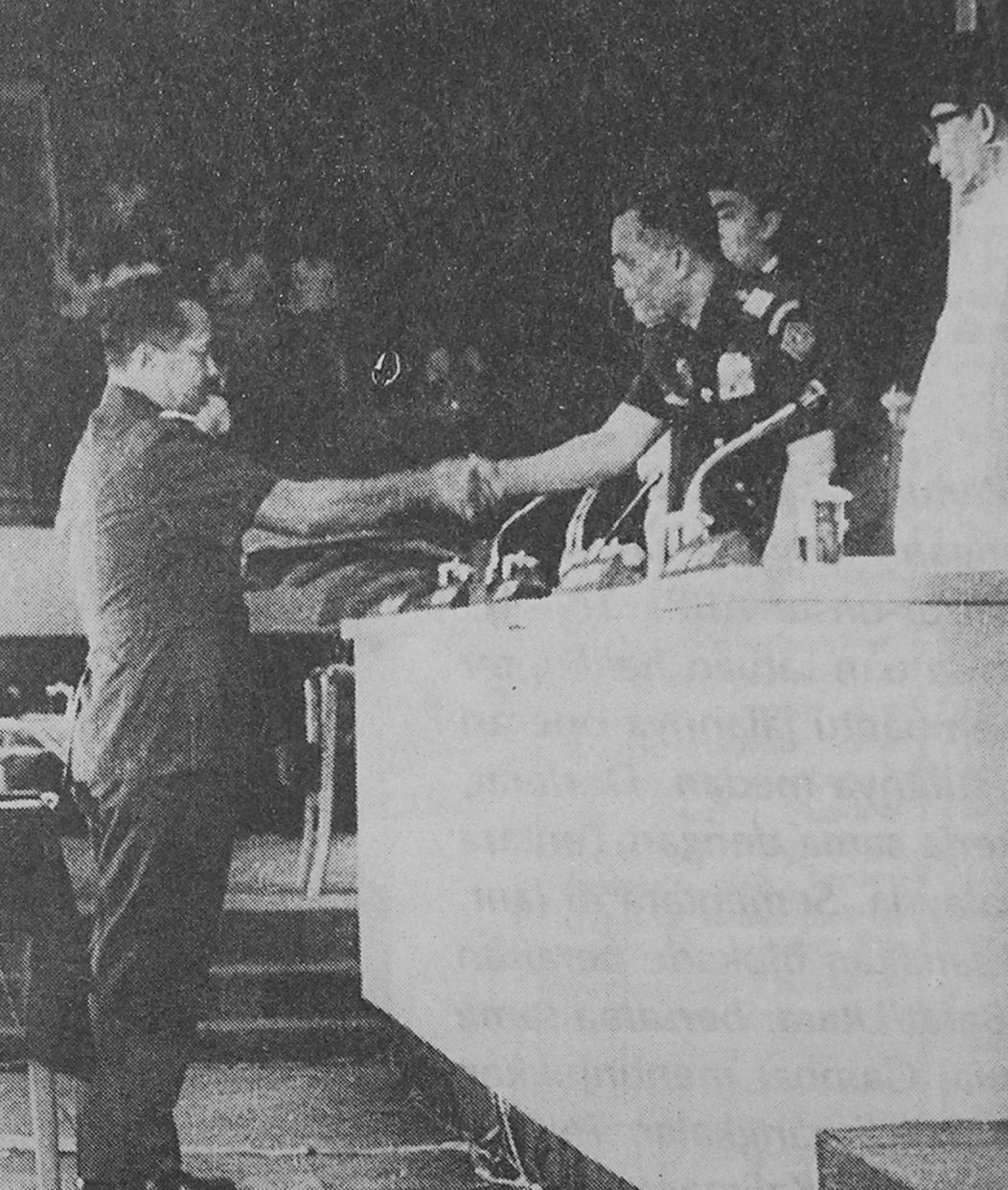
Насутион поздравляет Сухарто с назначением на должность исполняющего обязанности президента. Сессия ВНКК, 12 марта 1967 года

11 марта 1966 года президент Сукарно издал указ, известный как Суперсемар (индон. Supersemar, от индон. Surat Perintah Sebelas Maret — Указ от 11 марта), в соответствии с которым Сухарто получал возможность действовать от имени президента. 18 марта 1966 года Сухарто провёл чистку правительства и Временного Народного консультативного конгресса (ВНКК) — высшего законодательного органа страны — от коммунистов и лиц, заподозренных в сотрудничестве с ними. Во время этой чистки был отстранён от должности председатель ВНКК Хайрул Салех. Все фракции ВНКК выдвинули Насутиона на должность нового председателя парламента, однако Насутион отказывался занять эту должность до тех пор, пока предложение ВНКК не было поддержано Сухарто.
20 июня 1966 года открылась генеральная сессия ВНКК, на которой Насутион ознакомил депутатов с текстом Суперсемара; на следующий день ВНКК ратифицировал Суперсемар, что делало невозможным его отмену президентом Сукарно. Также на сессии были приняты решения о запрете в Индонезии пропаганды учения марксизма-ленинизма, о лишении Сукарно титула пожизненного президента и о проведении парламентских выборов, которые были назначены на март 1968 года. Также поправка к Конституции, гласившая, что в случае, если президент не в состоянии исполнять свои обязанности, его преемником становится не вице-президент, а лицо, указанное президентом; таким образом, Сухарто официально становился наследником Сукарно.
В течение 1966 года популярность Сукарно значительно упала, стали звучать требования об его отставке. Президента обвиняли в сотрудничестве с «Движением 30 сентября» — это было связано с тем, что во время мятежа он находился на авиабазе Халим. 10 января 1967 года, на новой сессии ВНКК, Сукарно выступил с речью в своё оправдание, однако ему не удалось убедить оппонентов в своей невиновности. ВНКК осудил действия президента. Насутион, как председатель ВНКК, заявил, что Сукарно должен нести полную ответственность за свои действия, не исключив, что ему придётся предстать перед судом.
12 марта 1967 года на внеочередной сессии ВНКК Сукарно был снят с поста президента; временным президентом был избран Сухарто. Год спустя, 27 марта 1968 года, Сухарто был приведён к присяге в качестве президента Республики Индонезии.

## Эпоха «нового порядка»

### Падение влияния и отставка
Несмотря на то, что Насутион оказал значительную поддержку Сухарто в борьбе за власть, последний считал Насутиона опасным соперником и, вскоре после избрания на пост президента, начал ограничивать его влияние. В 1969 году Насутион был лишён права читать лекции в колледже Генерального Штаба и Военной академии. В 1971 году, за два года до достижения пенсионного возраста, он был уволен из рядов Вооружённых сил. Наконец, в 1972 году он оставил пост председателя ВНКК; председателем постоянного НКК, избранного в 1971 году, стал Идхам Халид (индон. Idham Chalid). После ухода Насутиона из политики видный деятель «нового порядка» генерал Али Муртопо дал ему прозвище «Политический бездельник» (индон. Gelandangan Politik).

### В оппозиции «новому порядку»
После отставки Насутион стал убеждённым противником Сухарто. К этому времени сухартовский режим начал терять популярность: президента обвиняли в авторитарном стиле управления страной и бездействии по отношению к коррупции. После парламентских выборов 1977 года, на которых, по утверждению оппозиции, был произведён подлог голосов для обеспечения победы проправительственному блоку Голкар, Насутион заявил, что в Индонезии наступил кризис лидерства.
В июле 1978 года Насутион и бывший вице-президент Индонезии Мохаммад Хатта основали Фонд «Общество по углублению понимания Конституции 1945 года» (индон. Yayasan Lembaga Kesadaran Berkonstitusi 1945). В январе 1979 года должно было пройти первое совещание фонда, но правительство Сухарто не позволило его созвать. Совещание было проведено только в августе 1979 года, в нем участвовала группа депутатов НКК и представителей Вооружённых сил; на нём Насутион подверг критике Сухарто за отход от Конституции 1945 года и принципов Панча Сила.
5 мая 1980 года пятьдесят известных в Индонезии политических и военных деятелей, по инициативе Насутиона, подписали так называемую «Петицию пятидесяти». В их числе были: бывший губернатор Джакарты Али Садикин (индон. Ali Sadikin), бывший начальник полиции Хугенг Имам Сантосо (индон. Hoegeng Imam Santoso), бывший заместитель начальника штаба армии Ясин (индон. Yasin), бывшие премьер-министры Мохаммад Натсир и Бурхануддин Харахап, а также председатель Чрезвычайного правительства Республики Индонезии Шафруддин Правиранегара. 13 мая 1980 года петиция была подана в НКК: в Конгрессе состоялось её обсуждение, на котором подписанты предъявили Сухарто обвинения в нарушении демократии и принципов Панча Сила. Сухарто отверг это обвинения. Вскоре подписанты подверглись репрессиям: им был запрещён выезд за рубеж, ограничены возможность передвижения внутри страны и возможность трудоустройства.

## Последние годы жизни. Реабилитация и смерть
К началу 1990-х годов правительство Сухарто начало проводить политику большей политической открытости, и репрессии против подписантов Петиции пятидесяти были ослаблены. В июне 1993 года Насутион, находившийся в то время в больнице, встретился с высшим руководством Вооружённых сил Индонезии. Затем его посетил государственный министр науки и технологий Бухаруддин Юсуф Хабиби, предложивший отставному генералу посетить верфь и авиационный завод, находившиеся под юрисдикцией его министерства. Вскоре правительство приняло решение о том, что санкции в отношении подписантов «Петиции пятидесяти» не распространяются на Насутиона; со своей стороны Насутион заявил о преодолении «разницы во мнениях» с правительством и прекращении со своей стороны критики действий правительства. В июле 1993 года Сухарто пригласил Насутиона в президентский дворец для личной встречи; 18 августа состоялась ещё одна встреча между ними. По итогам обеих встреч было объявлено, что взаимные разногласия между президентом и отставным генералом полностью преодолены.
5 октября 1997 года, по случаю годовщины Вооружённых сил, Насутиону, вместе с Сухарто и покойным к тому времени Судирманом, было присвоено почётное воинское звание «большой (великий) генерал» (индон. Jenderal Besar).
Абдул Харис Насутион скончался 5 сентября 2000 года от инсульта. Перед смертью он впал в кому.

## Семья
Абдул Харис Насутион был женат на Аде Ирме Сурьяни Насутион, второй дочери известного политического деятеля Р. П. Гондокусумо (индон. R.P. Gondokusumo). Супруги познакомились на теннисном корте в Лондоне. В их семье было двое детей — дочери Ирма (убита в ходе событий 1965 года) и Джанти.

## Память

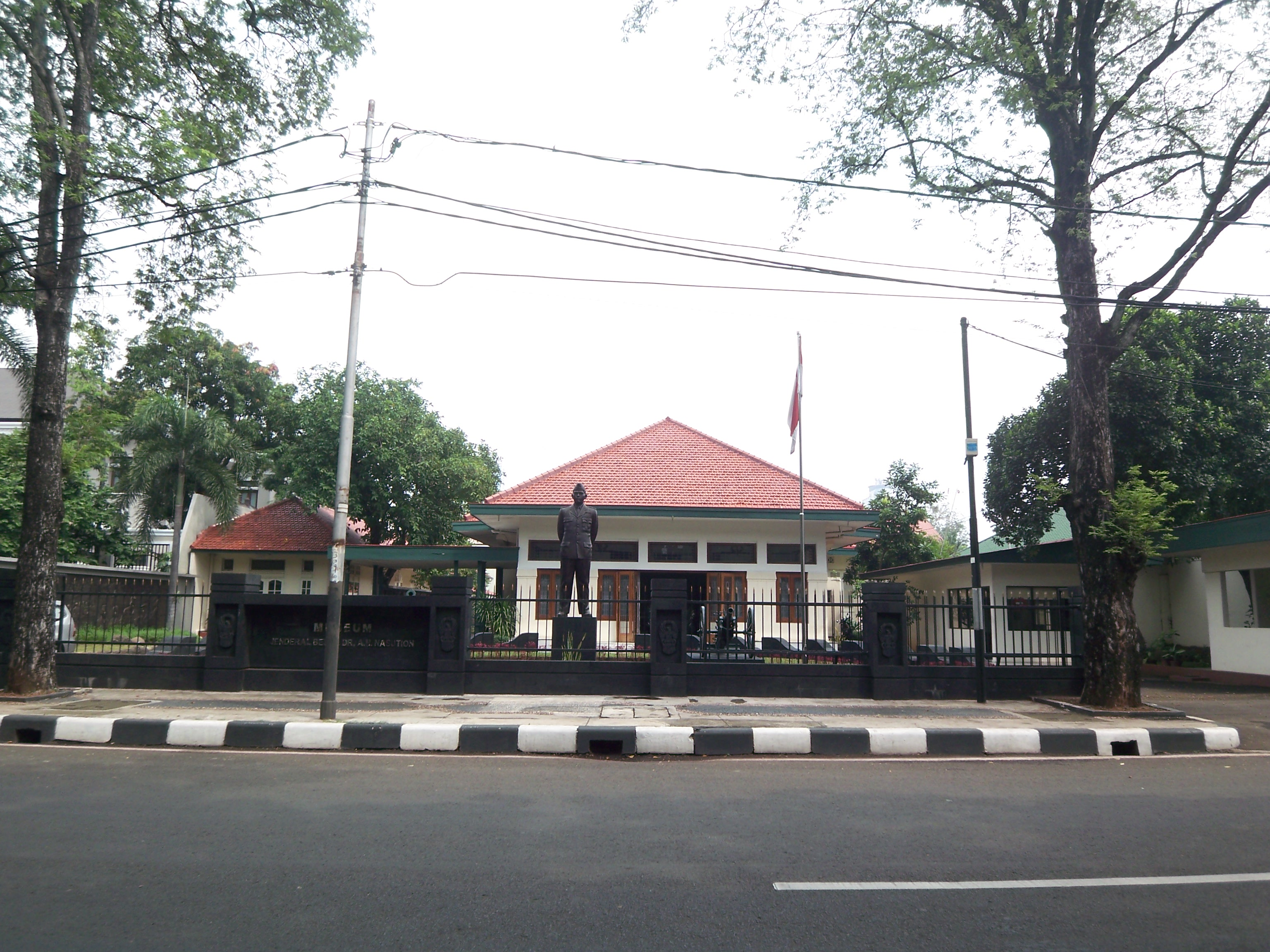
Музей А. Х. Насутиона в Джакарте

В Джакарте действует Музей великого генерала доктора Абдула Хариса Насутиона, посвящённый его жизни и деятельности.

## Награды
- Национальный герой Индонезии;
- Орден «Звезда Республики Индонезии» 2-й степени (1997)[49];
- Орден «Звезда Республики Индонезии» 3-й степени (1963)[50];
- Орден «Звезда Махапутра» 2-й степени.

## Сочинения
- Nasution,, Abdul Haris. Fundamentals of Guerrilla Warfare[англ.] (англ.). — New York: Praeger, 1965.

### Книги
- Bachtiar,, Harsja W. Siapa Dia?: Perwira Tinggi Tentara Nasional Indonesia Angkatan Darat (неопр.). — Jakarta: Penerbit Djambatan, 1998. — С. 220. — ISBN 978-979-428-100-0.
- Elson, Robert. Suharto: A Political Biography (неопр.). — UK: The Press Syndicate of the University of Cambridge, 2001. — ISBN 978-0-521-77326-3.
- Conboy,, Kenneth J.; Morrison, James. Feet to the fire: CIA covert operations in Indonesia, 1957–1958 (англ.). — United States Naval Institute, 1999. — P. 3. — ISBN 978-1-55750-193-6.
- Fic, Victor M. Kudeta 1 Oktober 1965: Sebuah Studi Tentang Konspirasi (неопр.). — Indonesian. — Jakarta: Yayasan Obor Indonesia, 2005. — ISBN 978-979-461-555-3.
- Hughes, John. The End of Sukarno: A Coup That Misfired: A Purge That Ran Wild (англ.). — 3rd. — Singapore: Archipelago Press, 2002. — ISBN 978-981-4068-65-9.
- Kahin, George McTurnan. Nationalism and Revolution in Indonesia (неопр.). — Cornell University Press, 1952. — С. 233. — ISBN 0-8014-9108-8.
- Keegan,, John. World Armies (неопр.). — 1979. — С. 314. — ISBN 978-0-333-17236-0.
- Penders, C.L.M. and Sundhaussen, Ulf. Abdul Haris Nasution: a political biography (неопр.). — Indonesian. — New York: University of Queensland Press[англ.], 1985.
- Jenderal Tanpa Pasukan, Politisi Tanpa Partai: Perjalana Hidup A.H. Nasution (неопр.) / Prsetyo, Adi; Hadad, Toriq. — Jakarta: Pusat Data dan Analisa Tempo (PDAT), 1998. — ISBN 978-979-9065-02-5.
- Ricklefs, Merle Calvin. A History of Modern Indonesia since c. 1300 (англ.). — 2nd Edition. — Stanford: Stanford University Press, 1991. — ISBN 0-333-57690-X.

### Периодические издания
- А.Х.Насутион (Люди и события) // Новое время. — М., 1960. — № 12. — С. 31.
- Cribb, Robert. Military strategy in the Indonesian revolution: Nasution's concept of „Total People's War“ in theory and practice (англ.) // War & Society : journal. — 2001. — October (vol. 19, no. 2). — P. 143—154. — doi:10.1179/072924701799733190.
- McElhatton,, Emmet. Guerilla Warfare and the Indonesian Strategic Psyche. Small Wars Journal (2008). Дата обращения: 4 ноября 2006. Архивировано из оригинала 2 января 2010 года.
- Pour, Julius. Pasang Surut Jenderal yang Selalu Terpinggirkan. Kompas (7 сентября 2000). Дата обращения: 4 ноября 2006. Архивировано из оригинала 29 сентября 2007 года.
- Sujatmoko, Bambang. Dwifungsi Di Tiga Zaman. Gatra[англ.] (8 марта 1997). Дата обращения: 4 ноября 2006. Архивировано из оригинала 18 сентября 2006 года.
- Sejarah Jenderal Beroposisi. Detik (19 ноября 1998). Дата обращения: 4 ноября 2006. Архивировано из оригинала 18 сентября 2006 года.
- Sumbogo, Priyono B. Jalan Tengah. Gatra[англ.] (8 марта 1997). Дата обращения: 4 ноября 2006. Архивировано из оригинала 18 сентября 2006 года.
- Transcript of Nawaksara Supplementary. Tempo (5 апреля 1997). Дата обращения: 4 ноября 2006. Архивировано из оригинала 4 мая 2006 года.
- Wibisono, Christianto. Hentikan «Bharata Yuda» 2004. Suara Pembaruan (20 января 2004). Дата обращения: 4 ноября 2006. Архивировано из оригинала 16 августа 2004 года.